# 陶尔多瑙
陶尔多瑙，是匈牙利包尔绍德-奥包乌伊-曾普伦州所辖的一个村。总面积12.23平方公里，总人口1035，人口密度84.6人/平方公里（2011年1月1日）。